# Janovský potok (přítok Stropnice)
Janovský potok je levostranný přítok řeky Stropnice v okrese České Budějovice v Jihočeském kraji. Plocha povodí měří 5,3 km².

## Průběh toku
Janovský potok vytéká ze Žárského rybníka. Protéká malými vesnicemi a u obce Petříkov se vlévá do řeky Stropnice.

## Základní informace
- Pramen: Žárský rybník
- Délka: cca 7 km
- Soutok: se Stropnicí u Petříkova